# Клінтон (переписна місцевість, Массачусетс)
Клінтон (англ. Clinton) — переписна місцевість (CDP) в США, в окрузі Вустер штату Массачусетс. Населення — 8166 осіб (2020).

## Географія
Клінтон розташований за координатами 42°25′8″ пн. ш. 71°41′11″ зх. д. / 42.41889° пн. ш. 71.68639° зх. д. (42.418999, -71.686377).  За даними Бюро перепису населення США в 2010 році переписна місцевість мала площу 3,87 км², з яких 3,86 км² — суходіл та 0,01 км² — водойми.

## Демографія
Згідно з переписом 2010 року, у переписній місцевості мешкало 7389 осіб у 3227 домогосподарствах у складі 1747 родин. Густота населення становила 1908 осіб/км².  Було 3607 помешкань (932/км²).
Расовий склад населення:
| - 86,7 % — білих - 3,6 % — чорних або афроамериканців - 1,0 % — азіатів - 0,4 % — корінних американців - 6,0 % — осіб інших рас |

До двох чи більше рас належало 2,2 %. Частка іспаномовних становила 15,0 % від усіх жителів.
За віковим діапазоном населення розподілялося таким чином: 21,1 % — особи молодші 18 років, 65,9 % — особи у віці 18—64 років, 13,0 % — особи у віці 65 років та старші. Медіана віку мешканця становила 39,0 року. На 100 осіб жіночої статі у переписній місцевості припадало 98,8 чоловіків;  на 100 жінок у віці від 18 років та старших — 95,9 чоловіків також старших 18 років.
Середній дохід на одне домашнє господарство  становив 62 939 доларів США (медіана — 52 519), а середній дохід на одну сім'ю — 78 434 долари (медіана — 73 159). Медіана доходів становила 52 832 долари для чоловіків та 40 478 доларів для жінок. За межею бідності перебувало 13,7 % осіб, у тому числі 13,6 % дітей у віці до 18 років та 20,1 % осіб у віці 65 років та старших.
Цивільне працевлаштоване населення становило 3897 осіб. Основні галузі зайнятості: освіта, охорона здоров'я та соціальна допомога — 20,7 %, науковці, спеціалісти, менеджери — 13,3 %, виробництво — 12,1 %, роздрібна торгівля — 11,5 %.